# Flora Jan Mayena
Flora Jan Mayena, na otoku Jan Mayen (380 km²) koji pripada Norveškoj kruni popisano je 58 biljnih vrsta, od čega 57 autohtonih sa 3 endema. Na dvosupnice otpada 42 vrste (3 endemske), na jednosupnice 12 vrsta i jedna neofitska.

## Vrste
1. Alchemilla glomerulans Buser
2. Arabis alpina L.
3. Bistorta vivipara (L.) Delarbre
4. Calamagrostis stricta subsp. stricta (Timm) Koeler
5. Cardamine bellidifolia L.
6. Cardamine pratensis subsp. pratensis L.
7. Carex bigelowii subsp. bigelowii Torr. ex Schwein.
8. Carex lachenalii subsp. lachenalii Schkuhr
9. Carex maritima Gunnerus
10. Cerastium alpinum subsp. alpinum L.
11. Cerastium arcticum Lange
12. Cherleria biflora (L.) A. J. Moore & Dillenb.
13. Cochlearia groenlandica L.
14. Cystopteris fragilis subsp. fragilis (L.) Bernh.
15. Dichodon cerastoides (L.) Rchb.
16. Draba alpina L.
17. Draba nivalis Lilj.
18. Draba norvegica Gunnerus
19. Empetrum hermaphroditum Hagerup
20. Epilobium anagallidifolium Lam.
21. Equisetum arvense subsp. arvense L.
22. Festuca rubra subsp. rubra L.
23. Festuca vivipara (L.) Sm.
24. Honckenya peploides subsp. peploides (L.) Ehrh.
25. Huperzia selago subsp. selago (L.) Bernh.
26. Koeleria spicata subsp. spicata (L.) Barberá, Quintanar, Soreng, & P. M. Peterson
27. Koenigia islandica L.
28. Luzula arcuata subsp. arcuata (Wahlenb.) Sw.
29. Luzula confusa Lindeb.
30. Mertensia maritima subsp. maritima (L.) Gray
31. Micranthes foliolosa (R. Br.) Gornall
32. Micranthes nivalis (L.) Small
33. Micranthes tenuis (Wahlenb.) Small
34. Omalotheca supina (L.) DC.
35. Oxyria digyna (L.) Hill
36. Phippsia algida (Solander) R. Br.
37. Poa alpina subsp. vivipara, uvezena.
38. Poa glauca subsp. glauca Vahl
39. Poa pratensis subsp. alpigena Vahl
40. Potentilla crantzii subsp. crantzii (Crantz) Beck
41. Puccinellia nutkaensis (J. Presl) Fernald & Weath.
42. Ranunculus glacialis L.
43. Ranunculus hyperboreus Rottb.
44. Ranunculus pygmaeus Wahlenb.
45. Sabulina rubella (Wahlenb.) Dillenb. & Kadereit
46. Sagina caespitosa (J. Vahl) Lange
47. Sagina nivalis (Lindblom) Fr.
48. Salix herbacea L.
49. Saxifraga cernua L.
50. Saxifraga cespitosa subsp. cespitosa L.
51. Saxifraga oppositifolia subsp. oppositifolia L.
52. Saxifraga rivularis subsp. rivularis L.
53. Silene acaulis subsp. acaulis (L.) Jacq.
54. Taraxacum brachyrhynchum G. E. Haglund
55. Taraxacum croceum Dahlst.
56. Taraxacum cymbifolium H. Lindb. ex Dahlst.
57. Taraxacum recedens (Dahlst.) G. E. Haglund
58. Taraxacum torvum G. E. Haglund
59. Veronica alpina subsp. alpina L.